# Лапшин, Фёдор Георгиевич
Фёдор Гео́ргиевич Лапши́н — капитан государственной безопасности, депутат Верховного Совета РСФСР. Входил в состав особой тройки НКВД СССР.

## Биография
Родился в 1902 году; место рождения — деревня Шухурдино Ковровского уезда Владимирской губернии. Национальность — русский. Член ВКП(б) c 03.1919. Состоял в комсомоле.
В органах ВЧК−ОГПУ−НКВД с 1927.
С 16.10.1937 — заместитель начальника УНКВД, с 28.05.1938 начальник УНКВД Челябинской области, пребывал в должности до 28.01.1939. Этот период отмечен вхождением в состав особой тройки, созданной по приказу НКВД СССР от 30.07.1937 № 00447 и активным участием в сталинских репрессиях.
С 26.12.1935 — старший лейтенант государственной безопасности, c 16.04.1937 — капитан государственной безопасности.
Депутат Верховного Совета РСФСР 1-го созыва.

## Завершающий этап
Арестован в 1939. Осуждён 26.06.1940. Орган, вынесший решение — Военный трибунал войск НКВД Уральского округа. Приговорён к высшей мере наказания.
Расстрелян 25.09.1940.